# Bertula thyrisalis
Orthaga thyrisalis là một loài bướm đêm trong họ Erebidae.